# Teatrul La Fenice

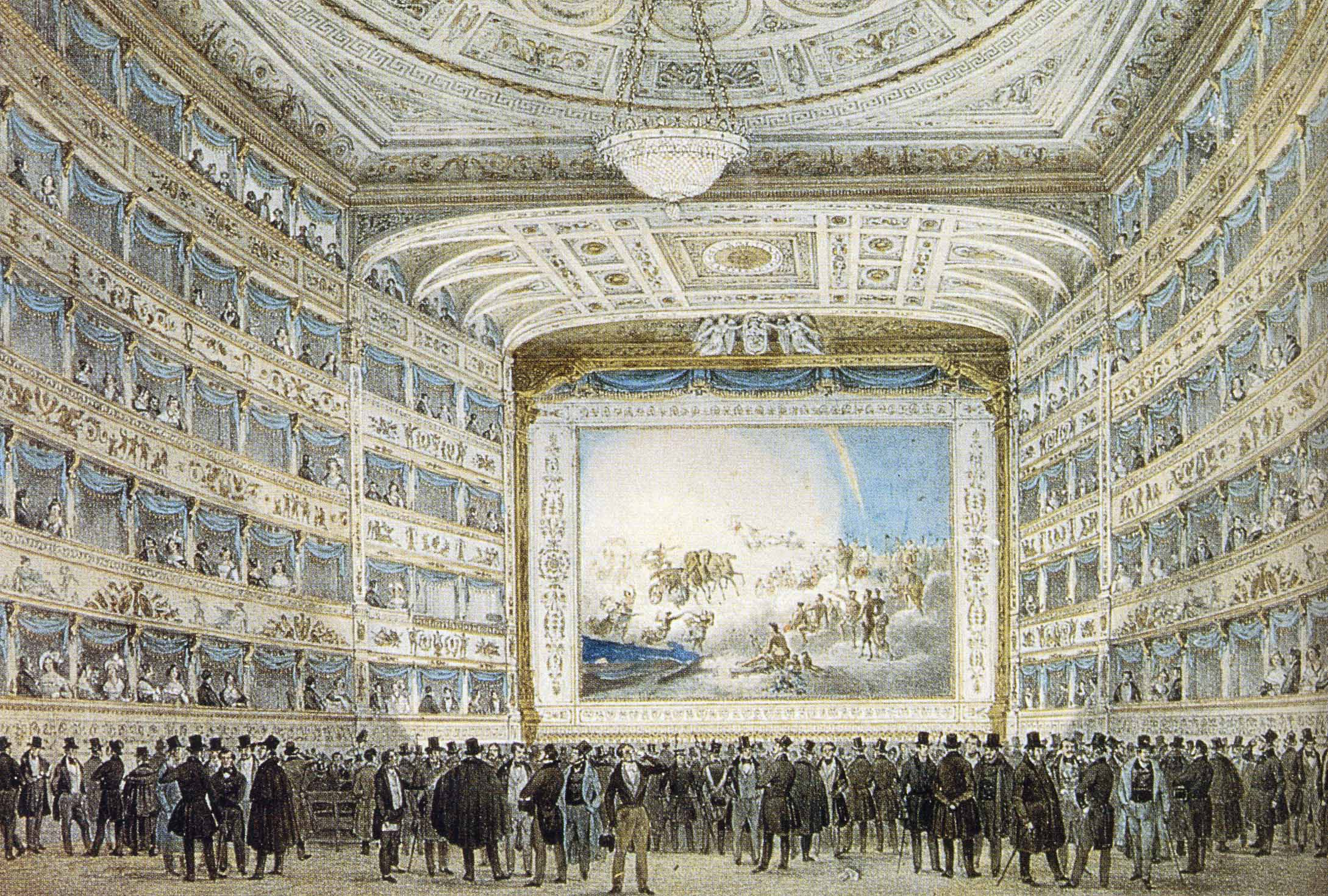
Teatrul La Fenice la 1837

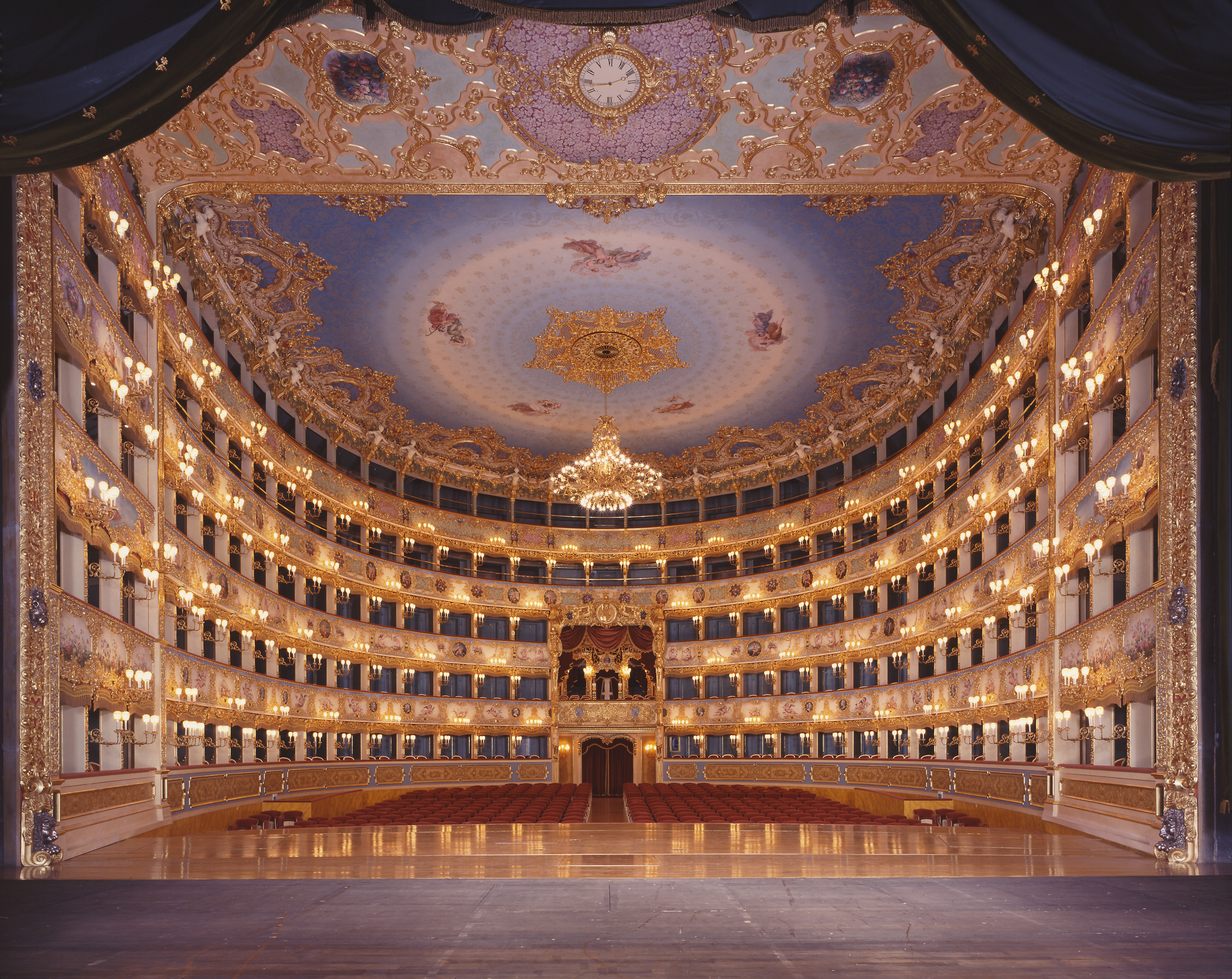
Teatro La Fenice
(interiorul, 2018)

Teatrul La Fenice (Teatro La Fenice, numele italian complet:Gran Teatro La Fenice di Venezia) este principalul teatru liric din Veneția. A fost distrus de flăcări în repetate rânduri, însă de fiecare dată a fost refăcut. Este sediul unei importante stagiuni de operă și a Festivalului internațional de muzică contemporană.

## Istorie
Edificiul a fost construit cu foarte mare repeziciune, în ciuda unor acerbe polemici cu privire la proiect. A fost inaugurat pe 16 mai 1792 cu o operă a lui Giovanni Paisiello, I giochi di Agrigento (Jocurile din Agrigento). Concursul pentru proiect a fost publicat la 1 noiembrie a anului 1789, iar lucrările au fost începute în aprilie 1790 sub direcția lui Giannantonio Selva.
Prima dată a fost distrus de flăcări pe 13 decembrie 1836, însă îndată a fost reconstruit identic „originalului”.
În cursul secolului al XX-lea a găzduit nenumărate premiere de opere lirice ale unor mari autori italieni, precum; Gioachino Rossini (Tancredi în 1813 și Semiramide în 1823), Vincenzo Bellini (I Capuleti e i Montecchi în 1830 și Beatrice di Tenda în 1833) și Giuseppe Verdi (Ernani în 1843, Attila în 1846, Rigoletto în 1851, La traviata în 1853 și Simon Boccanegra în 1857). De amintit că tocmai La traviata, la premieră, a fost copios fluierată de publicul teatrului.
În 1937 teatrul venețian a fost restaurat pe baza proiectului lui Eugenio Miozzi.
Pe 29 ianuarie 1996 a fost complet distrus de un incendiu provocat. Focul, conform datelor finale ale anchetei, a fost pus de electricianul Enrico Carella, cu intenția de a evita penalizările contractuale pentru o mare întârziere în lucrarea pe care o angajase.
Teatrul a fost și de această dată refăcut în stilul celui precedent (cu aproximativ 8 ani mai înainte). Pe 14 decembrie 2003 a fost inaugurat cu un concert dirijat de Riccardo Muti, care a deschis celebrările unei Săptămâni inaugurale.
Pe tot parcursul lucrărilor, reprezentările lirice venețiene au fost ținute la «Palafenice», o structură provizorie edificată numai pentru acest scop pe Tronchetto, și la Teatrul Malibran.